# Children's Mercy Park
Children's Mercy Park là một sân vận động dành riêng cho bóng đá ở Thành phố Kansas, Kansas, Hoa Kỳ, và là sân nhà của Sporting Kansas City. Sân vận động nằm gần Đường cao tốc Kansas, ở xa phía Tây của Quận Wyandotte, Kansas. Sân được khánh thành trong mùa giải 2011 của Major League Soccer vào ngày 9 tháng 6 năm 2011 với trận đấu với Chicago Fire. Sân vận động có sức chứa 18.467 chỗ ngồi, có thể mở rộng lên 25.000 chỗ ngồi cho các buổi hòa nhạc. Hầu hết các trận đấu của SKC thu hút khoảng 21.000 khán giả vì các chế độ khác nhau của sân vận động. Sân vận động là sân nhà thứ ba của Sporting Kansas City; lúc đó được biết đến với tên gọi Kansas City Wizards, đội đã chơi ở Sân vận động Arrowhead từ năm 1996 đến năm 2007 và CommunityAmerica Ballpark từ năm 2008 đến năm 2010. Năm 2013, sân vận động đã tổ chức Trận đấu toàn sao MLS, đội tuyển bóng đá quốc gia Hoa Kỳ và Cúp MLS, và là sân vận động duy nhất tổ chức cả ba trong cùng một năm.